# Braunsbach
Braunsbach is een plaats in de Duitse deelstaat Baden-Württemberg, en maakt deel uit van het Landkreis Schwäbisch Hall.
Braunsbach telt 2.490 inwoners.
Op 30 mei 2016 werd Braunsbach door zwaar noodweer getroffen, dat tot ernstige overstromingen en modderlawines leidden. Talloze huizen, straten en auto's werden zwaar beschadigd. Slachtoffers vielen hier niet bij.

## Plaatsen in de gemeente Braunsbach
- Arnsdorf (met: Arnsdorf, Braunoldswiesen, Hertlingshagen, Reisachshof, Rückertsbronn en Rückertshausen)
- Braunsbach
- Döttingen
- Geislingen am Kocher (met: Bühlerzimmern en Hergershof)
- Jungholzhausen (met: Dörrhof en Zottishofen)
- Orlach (met: Elzhausen)
- Steinkirchen (met: Tierberg, Sommerberg, Winterberg en Weilersbach)

Blaufelden ·
Braunsbach ·
Bühlertann ·
Bühlerzell ·
Crailsheim ·
Fichtenau ·
Fichtenberg ·
Frankenhardt ·
Gaildorf ·
Gerabronn ·
Ilshofen ·
Kirchberg an der Jagst ·
Kreßberg ·
Langenburg ·
Mainhardt ·
Michelbach an der Bilz ·
Michelfeld ·
Oberrot ·
Obersontheim ·
Rosengarten ·
Rot am See ·
Satteldorf ·
Schrozberg ·
Schwäbisch Hall ·
Stimpfach ·
Sulzbach-Laufen ·
Untermünkheim ·
Vellberg ·
Wallhausen ·
Wolpertshausen